# Anthony Hernández (Fußballspieler, 2001)
Anthony William Hernández González (* 11. Oktober 2001 in Puntarenas) ist ein costa-ricanischer Fußballspieler. Er nahm mit der costa-ricanischen Nationalmannschaft an der Fußball-Weltmeisterschaft 2022 teil.

## Karriere

### Verein
Hernández begann in seiner Heimatstadt beim örtlichen Klub Puntarenas FC mit dem Fußballspielen. 2022 rückte er in die erste Mannschaft auf, die gerade in die Primera División aufgestiegen war.

### Nationalmannschaft
Am 22. September 2022 debütierte Hernández in einem Freundschaftsspiel gegen Südkorea in der costa-ricanischen Nationalmannschaft. In seinem zweiten Spiel vier Tage später erzielte er beim 2:1-Sieg gegen Usbekistan sein erstes Länderspieltor zum zwischenzeitlichen 1:1.
Nationaltrainer Luis Fernando Suárez berief Hernández in das 26-köpfige Aufgebot Costa Ricas für die Fußball-Weltmeisterschaft 2022 in Katar.